# Ansoáin
Ansoáin (em castelhano) ou Antsoain (em basco) é um município da Espanha na província e comunidade foral (autónoma) de Navarra, com 1,93 km² de área. Em 2021 tinha 10 732  habitantes (densidade: 5 560,6 hab./km²). O município faz parte da comarca da Cuenca de Pamplona.

## Demografia
| Variação demográfica do município entre 1991 e 2004 | Variação demográfica do município entre 1991 e 2004 | Variação demográfica do município entre 1991 e 2004 | Variação demográfica do município entre 1991 e 2004 |
| --------------------------------------------------- | --------------------------------------------------- | --------------------------------------------------- | --------------------------------------------------- |
| 1991                                                | 1996                                                | 2001                                                | 2004                                                |
| 11196                                               | 5396                                                | 8095                                                | 9526                                                |